# Xã Benton, Quận Paulding, Ohio
Xã Benton (tiếng Anh: Benton Township) là một xã thuộc quận Paulding, tiểu bang Ohio, Hoa Kỳ. Năm 2010, dân số của xã này là 1.046 người.